# Johan Håkansson (Rosenstråle)
Johan Håkansson (Rosenstråle), död på 1400-talet, var en svensk häradshövding.

## Biografi
Johan Håkansson (Rosenstråle) var son till Håkan Holmstensson (Rosenstråle) i Kuddby socken. Han var 1440 väpnare och var från 15 juni 1436 till 1450 häradshövding i Memmings härad. Johan Håkansson var från 1453 till 1454 häradshövding i Bråbo härad. Han beseglade bre till Erik Holmstensson (Rosenstråle) 1440 och 1451.